# 通名
通名（つうめい）とは、在日本の外国籍住民(外国人住民)が日本の役所に申請登録することで実名 (本名)でないものの、法的効力を持つ名。英語では「Legal alias」であり、法的別名、法的通称、(法的)通称名ともいう。日本の法規等では「通称」と記している。登録行為は「通称記載」と言われる。
登録可能なケースは外国人の内、「日本国内における社会生活上日常的に使用している場合」「親や婚姻関係等の身分行為に基づく、新たに通称を記載する場合」「日系外国人が本名の日本式氏名部分を名乗る場合」の3つの内どれかを条件とした制度である。
本項では「通名」のうち狭義の意味の方を解説する。人名以外の事物もふくむ、広義の「通名」、つまり法的効力のない通り名については「通称」を参照のこと。

## 概要
外国人が本名ではなく、複数の通称名をプライベートで名乗って生活することには現行法上の制限や規制はない。しかし、役所で通称記載していない名前(法的別名)以外の「単なる自称名」を用いた法律行為は出来ず、公的提出書類に用いると詐欺罪や文書偽造罪などに問われる。

### 通称記載と登録可能文字
在日外国人(外国人住民)は一度に一つに限り、居住する区や市町村への登録が出来る(通称記載)。通称記載を条件として法的な効力を持たせることが出来る。通名は住民基本台帳法に登録事項として規定されており、住民票に「通称（氏名以外の呼称）」として記載される。
「日本で社会生活をする上で日常的に使用している日本式の名前」を登録が出来、ひらがな・カタカナ・漢字の3種のみが登録出来る。

### 登録による法的効果
2016年時点の実務上、通名は登記などの公的手続に有効に使用することができ、契約書など民間の法的文書にも使用できる。また、就労の際にも通名での応募及び就業が通用しているとともに通名による雇用保険や年金の手続きも行えるようになっており、地方公共団体に限らず通名で公務員として職務を行えるようになっている。
印鑑登録証明書や運転免許証には、本人の申請により本名に加え、通名の併記が可能である（例：氏名　金 美淑（木村 淑子））。
また、国民健康保険被保険者証も通称名の使用が可能である。（被保険者が性同一性障害である場合も通称名の記載が行えるが、これは保険者がやむを得ないと判断した場合に限る。外国人の通称名使用については、国民健康保険や介護保険の保険者（地方公共団体）の判断で、自由に自らの裁量で氏名表記を行って差し支えない（=主たる面の「氏名」の項目に通称名の使用を行っても差し支えない。）とされている。）

### 日本人風の氏名
主に、韓国・中国籍の外国人など漢字圏の者が日本人風の法的別名を登録する際に使われている。また、日本では使われない漢字が入っている場合に、似た意味の別の漢字を通称名として登録することもある。
「日本風の氏名」を住民票に記載したいときには、記載しようとする氏名を日常生活で使用していることが確認できる資料の提示が必要である。

### 非漢字圏外者の本名カタカナ表記化
漢字圏外でアルファベットなどを本名とする外国人が本名を法的効力のあるカタカナ化する際にも使われている。通名を「カタカナ表記の記載」すること、つまり本名のカタカナ化は、本名に漢字表記が無い在日外国籍者へのみ認められている。
在留証明に記載される本名はアルファベットである為、片仮名表記を通称として登録する事で、カタカナの署名も法的効力を持つ。逆に言えば、役所で通称登録をしていなければ本名はあくまでアルファベット表記版であり、カタカナ表記版は私的通称とみなされ、法的効力を持たない。
非漢字圏の在日外国籍者が、本名をカタカナ化した通称を登録すると、運転免許証や個人番号カードなどにカタカナの通名がカッコ書きで表記される。その為、特に日本人には難解な発音の本名の外国人である場合は、誤読を防ぐ事が出来る。

### 外国人配偶者を同姓化
婚姻届を提出した際に、外国籍住民(在日外国人)には戸籍は無いために彼らと日本人が結婚しても姓は変わらず、自動で夫婦別姓になる。(後述のように希望申請すれば夫婦同姓化は可能)
そして、日本人と婚姻しても外国人の戸籍は作られない、配偶者である日本人の戸籍に、その外国人（氏名・生年月日・国籍）と婚姻した事実が記載されるだけである。
外国人配偶者が日本人配偶者と同じ名字を希望する際には、役所へ通称名登録(通称記載)をする事で、夫婦同姓にする事が出来る。例として、山田太郎と婚姻したMarry Janeが存在し、Marry Janeさん本人が「山田メリー」と役所で通称記載すると、その名へ法的効力を持たせる事が出来るようになる。
逆に日本人が外国人配偶者の姓に夫婦同姓化したい際には、婚姻届と同時に「外国人との婚姻による氏の変更届」(変更届)を届出、または婚姻後6ヶ月以内に変更届を本籍地又は住所地の市区町村役場へ提出と受理で名字（氏）を変更出来る。

### 日系外国人による本名日本語化
日系二世・三世が、親や祖父母の姓を合法的に漢字で使用する事が出来るようになる。例として、James Yamadaさん本人が、本名を日本語化(漢字と片仮名)した通称記載をすると「山田ジェームス」を日本国内で合法的に公的書類で使用する事が出来るようになる。

## 法的根拠・制度改正・規制
1940年2月11日に「日本風の氏」の設定と「改名」を申請者に認める創氏改名制度が施行されたが、内地ではそれ以前から朝鮮人などが「通称」として「日本名」を名乗るものが多かった。創氏改名施行以後、朝鮮や内地在住の朝鮮人なども日本風の「氏名」を名乗ることになった。これは法的な「本名」であり、この日本名で各種届出や証明書類の交付、また登記などの公的手続が行われた。一方戸籍上は従来の「姓」と「本貫」も残ったが、これらは「本名」ではなくなった。だが1945年以降、38度線の南では「朝鮮姓名復旧令」（1946年10月23日）により、また北でも「北朝鮮に施行する法令に関する件」布告により、創氏改名の根拠となった朝鮮総督府令は失効し、朝鮮人の創氏改名による日本名は遡及無効となって法的根拠を喪失した。
しかし、日本名でいったん公的に取得・蓄積された在日朝鮮人の各種の公的記録を一挙に無効とすることは、事実上困難であった。そのため行政が選択したのは、法的な根拠を欠く在日朝鮮人の日本名使用を運用上は有効とする政策であった。

### 2012年6月以前の「法的根拠」
外国籍の者に、本名ではない「通称」の使用を認める根拠法は、2009年（平成21年）7月以前には存在していなかった。通称使用の根拠となっていたのは、法務省入国管理局長通知の「外国人登録事務取扱要領」である。同通知は「外国人の社会生活上の利便性を考慮し」外国人登録原票の記入に際し、本名に加え通称を併記することを認めていた。そして、この原票を基に、2012年（平成24年）6月までは通称併記の外国人登録証明書が発行されていた。つまり、通称使用を条文で認めた法律は存在しておらず、行政が運用上認めていたに過ぎなかった。

### 外国人登録制廃止
2012年（平成24年）7月以降、法務省と市区町村が別々に行っていた外国人管理業務の一本化などを目的に、従来の外国人登録制度を基本とした外国人管理制度が刷新されることとなった。住民基本台帳法が改正されて、外国人（短期滞在者等は除く。以下同じ）も日本人と同一の住民票に記載されるようになると共に、外国人登録法は廃止された。また、通称が併記された外国人登録証明書も廃止となった。
改正後住民基本台帳法第7条第14号の「政令で定める事項」の一として、同法施行令第30条の25第1号により、外国人は氏名（本名）による住民票に、通称を併記登録することができる。通称の登録は「住民票に記載されることが必要であることを証するに足りる資料を提示しなければならない。」とされるものの、地方自治体ではいわゆる特別永住者の通称登録について、従来保持していた外国人登録証明書に通称が記載されていたという理由で引き続き受け付けているケースが多い。ただし、外国人が住民票の写しや住民基本台帳カードを取得する場合は、氏名（本名）が記載されており、通称のみの住民票の写しや住民基本台帳カードは発行されない。
2012年7月9日外国人登録証明書に代わり、外国人在留者には「在留カード」が、特別永住者には「特別永住者証明書」が発行されることになった。これらには通称は表記されない。

### 安易な通称変更の禁止
かつての日本では、日本在住の外国籍者に安易かつ何度でも通称名変更を認めていた。しかし、2013年11月に頻繁な通称名の変更登録が出来ることを悪用した違法行為が報道されて、日本国内世論の大きな批判を呼んだ。そのため、同月15日の総務省通達以降からは通称名は一度登録した後は、婚姻や養子縁組による姓の変更といった例外ケースを除き、通名の変更は原則不可となった。
これによって、複数の通名変更を悪用した複数口座作成、携帯など契約など犯罪行為は事実上出来なくなった。キッカケとなった在日韓国人男性は、通名を6回変えており、携帯電話の転売に悪用していた。男は、「自分と同じ通称の人間が悪いことをした」「音楽活動をしている。業界に同じ名前がいる」などとし、通名変更していた。

## 登録・変更
通名の届出や変更は、市町村が窓口である。登録可能な通名は一度に一つのみ(平成25年11月15日から安易な変更禁止化)、日本人が戸籍で登録可能な文字、国籍の限定はなく、したがっていかなる国籍の外国人も、通名登録が可能である。
住民票への通名記載を申し出る際には、「当該呼称が居住関係の公証のために住民票に記載されることが必要であることを証するに足りる資料を提示」すると共に、申出書に「記載を求める呼称が国内における社会生活上通用していることその他の居住関係の公証のために住民票に記載されることが必要であると認められる事由の説明」を記載する必要がある。（同法施行令第30条の26第1項、同法施行規則第45条第1項）
立証資料としては「不動産登記簿謄本、勤務先の給与明細、在職証明書、社員証、健康保険証、金融機関の預金通帳又はキャッシュカード、通学先の学生証、学校生活で使用する名札、運転免許証、国家資格の証明書、ガス・水道・電気の請求書、固定電話・携帯電話の契約書、アパートの契約書、通称名で受領している郵便物」などが例示されており自治体によって異なる。登録した通名を変更できる回数や頻度については統一的な法規定がなく、各市町村での判断事項であるが、2013年11月15日、総務省は結婚や養子縁組等の場合を除き、原則として通名変更を許可しない旨の通達を出した。
外国人の通名が住民票の記載事項になったことで、他の事項と同じく第三者の閲覧が可能になった（ただし、個人情報保護の観点から、全ての者に対し無制限に閲覧が認められるわけではない）。また市町村を越えて自治体を転出・転入した場合に、元の市町村が発行する「転出証明書」にも氏名（本名）のほか登録された通名が記載されているため、転出・転入があっても氏名（本名）とそれに付随する通名は他自治体へ引継がれる。
一方、入国した外国人に発行される在留カードには、通名は（法律上も運用上も）記載されないため、通名の使用を証明するためには、本人の住民票の写しや住民基本台帳カードの提示（提出）によるしかない。また、外国人登録制度の当時は、各市町村において管理・保管していた外国人登録原票も、制度改正と同時に法務省に返納することとなったため、平成24年の制度改正前に使用していた通名の証明が必要な場合は、本人が直接法務省に、従前の外国人登録原票の写しを請求する必要がある。
また、いわゆる特別永住者には、在留カードに代えて市町村が発行する「特別永住者証明書」が交付される。この特別永住者証明書には通名は記載されない。
なお、従前の外国人登録証明書が発行されていた外国人については、移行措置として、当面はその外国人登録証明書が在留カードまたは特別永住者証明書とみなされるが、通名の変更があってもそれには反映されない（外国人登録証明書に記されたものと、住民票に記されたものが相違している可能性がある）ことに留意すべきである。
日本国籍の者は通名を登録できない。しかし日本国籍を取得したが改名していない場合など、日本国籍者でも通称名を使用することがある。その場合、その名称を法律的に有効なものとするためには、家庭裁判所で改名する必要がある。判例によれば「その通称名で生活している実態があること」は、改名の理由となる。

## 通名制度に対する評価

### 批判
通名の制度は見直すべき制度であるとして、その問題点が批判されている。
在日特権を許さない市民の会は、犯罪容疑者が本名で報道されないことで、在日外国人が社会的制裁を免れると指摘して、通名の存在を在日特権であるとして批判している。竹田恒泰は、讀賣テレビ放送『たかじんのそこまで言って委員会』への出演時に、この在特会の主張に賛同する意見を述べている。2013年11月には、韓国籍の男が6つの通名を使用して、携帯電話など約160台を契約し、契約後に転売。料金などの月々の支払いを免れていた事件が起きている。通名を悪用した犯行の組織的犯罪処罰法での立件は全国初の事例となる。
片山さつきは、「戦後生まれの人は、通名を持つ意味は少ない。日本名を名乗りたければ帰化すればいい。」と主張し、通名制度の見直しを主張している。
なお、制度面について外国為替及び外国貿易法に注目して見てみると、外為法及び犯収法に関する検査の項目を定めた外国為替検査マニュアルの中の「（別添２）資産凍結等経済制裁に関する外為法令の遵守状況に係るチェックリスト」では、「外国人名」が「本人確認書類により明らかに外国人であると判断できる氏名又は名称」という定義になっており（チェックリスト「Ⅱ．資産凍結等経済制裁への対応状況」「２．預金口座の管理」中の記述より）、これにより通名（※ここでは制度上の通称あるいはそれ以外の別名についても含む）を身分証明書にそれのみの形で記載している在日外国人は、運用上、「外国人名」でない名称での金融機関登録が行える事になる（なお、これにより資産凍結等経済制裁対象者との照合等に用いられる情報システムへの登録自体を避ける事が可能になる。）。

### 批判に対する反論
一方、在日本大韓民国民団は「1人の人が2つも名前を持っているのは、確かにおかしい」としながらも、「本名を名乗ることで就職が難しくなる」という「日本の閉鎖性」を挙げ、「通名を使うのはいけないというのは、問題のすり替え」とし、通名制度に批判的な言説にたいして反論している。また、通名変更の原則禁止の通達を出した総務省自治行政局外国人住民基本台帳室も、通名をすぐに廃止することについては「創氏改名から通名が使われ続けてきた経緯があり、現在も不動産登記などに使われていること」「本名だと読み方が難しい名前があること」を理由に否定的である。